# Czernyola ponapensis
Czernyola ponapensis är en tvåvingeart som först beskrevs av Steyskal och Mitsuhiro Sasakawa 1966.  Czernyola ponapensis ingår i släktet Czernyola och familjen träflugor. Inga underarter finns listade i Catalogue of Life.